# إدارة أداء تقنية المعلومات
يُستخدم مصطلح إدارة أداء تقنية المعلومات في مجال تقنية المعلومات، ويشير بشكلٍ عام إلى مراقبة مقاييس الأداء ذات الصلة من أجل تقييم أداء موارد تقنية المعلومات. ويمكن استخدامه في سياقاتٍ أخرى، كسياق الأعمال وإدارة تقنية المعلومات وكذلك سياق عمليات تقنية المعلومات. وهناك شركات تقدم أدوات إدارة أداء تقنية المعلومات، ومنها: تيمكويست وآي بي إم (IBM) وسي أيه وبي إم سي وقسم البرمجيات بشركة إتش بي.
تتضمن بعض أنواع وفئات إدارة أداء تقنية المعلومات تلك الأنواع المرتبطة بالشبكات والتطبيقات والتعلُم الذاتي والمعاملات التجارية.

## سياق الأعمال التجارية في مقابل سياق العمليات
في سياق الأعمال أو إدارة تقنية المعلومات، تُركّز إدارة أداء تقنية المعلومات على قياس نفقات رأس المال (capital) والموارد البشرية على مشروعات تقنية المعلومات. ويسمح هذا لأية شركة بتحديد الكيفية التي تعمل بها هذه النفقات على تحسين قدرات الشركة الإستراتيجية والتشغيلية فيما يتعلق بتصميم المنتجات والخدمات وتطويرهما سعيًا لكسب رضا العميل وزيادة إنتاجية الشركة وربحيتها وقدرتها التنافسية وعادةً ما يكون هذا النوع من إدارة أداء تقنية المعلومات من اختصاص موظفي تقنية المعلومات في الإدارة العليا، وصولاً إلى المدير التنفيذي للمعلومات، كما يكون هذا النوع مرتبطًا بإدارة محفظة تقنية المعلومات.
يشير مصطلح إدارة أداء تقنية المعلومات إلى مجموعة فرعية من الأدوات والإجراءات في عمليات تقنية المعلومات والتي تعالج جمع ورصد وتحليل مقاييس الأداء. وتتيح هذه المقاييس للعاملين في تقنية المعلومات إمكانية معرفة ما إذا كان مكوّن النظام يعمل على أفضل وجه (متاح) أو أن المكون يعمل بشكلٍ غير طبيعي مما قد يؤثر سلبًا على قدرة النظام على العمل بدقة تمامًا كما يحدث عندما يفحص الطبيب النبض والتنفس والحرارة للإنسان ليقيس مستوى أداء الجسد. ونشأ هذا النوع من المراقبة في الأصل من أجل مكونات شبكة الحاسب الآلي، ولكن توسعت المراقبة الآن لتضم مكونات أخرى مثل الخوادم وأجهزة تخزين البيانات، كما تشمل مجموعات من المكونات التي تم تنظيمها لتقديم خدمات معينة وإدارة خدمات العمل التجاري.

## الأنواع والفئات
تشمل أنواع وفئات إدارة أداء تقنية المعلومات ما يلي:
- إدارة أداء الشبكة:، وهي مجموعة من الوظائف التي تقوم بتقييم فاعلية الشبكة أو مكون الشبكة وتقديم تقارير عنها، كما تشمل تلك التقارير سلوك أجهزة اتصال عن بعد. كذلك، تتضمن إدارة أداء الشبكة مجموعة من الوظائف الثانوية، مثل جمع المعلومات الإحصائية، وصيانة سجلات المحفوظات وفحصها وتحديد أداء النظام في ظل الظروف الطبيعية وغير الطبيعية، مع القدرة على تغيير أشكال عمليات النظام.
- إدارة أداء النظام، وتشمل مراقبة وإدارة استخدام موارد أنظمة التشغيل، بما في ذلك وحدة المعالجة المركزية والذاكرة ووحدات الإدخال والإخراج واستخدام القرص. ويشمل هذا النوع كلاً من الأنظمة المادية والافتراضية. في بيئات الشبكة السحابية، يمكن تعريف الأحداث باستخدام برمجيات للمراقبة، كما يمكن أتمتة(مكننة) الإجراءات باستخدام واجهات برمجة تطبيق إدارة الشبكة السحابية.[3]
- إدارة أداء التطبيقات: هي تخصص فرعي ضمن إدارة الأنظمة يركز على مراقبة وإدارة أداء التطبيقات البرمجية ومدى إتاحتها. وتعمل إدارة أداء التطبيقات على مراقبة سير العمل وأدوات تقنية المعلومات ذات الصلة التي يتم نشرها لاكتشاف وتشخيص وعلاج المشكلة المتعلقة بأداء التطبيقات وتقديم تقارير عنها لضمان وفاء أداء التطبيق لتوقعات المستخدمين النهائيين أو يتجاوزها.
- إدارة أداء التعلم الذاتي: هي استخدام التكنولوجيا للمساعدة في أتمتة إدارة أداء أنظمة تقنية المعلومات. ويتم ذلك عن طريق استخدام البرمجيات التي تستخدم الرياضيات التطبيقية (مثل الإحصاء وتحليل التسلسل الزمني والتنبؤ)، وتحديد خط القاعدة بشكل آلي والشبكات العصبونية وتمييز الأنماط وغيرها من التقنيات المشابهة. يتمثل الهدف من ذلك في تحويل العمليات اليدوية إلى عمليات آلية واستخدام مناهج ثابتة لـ «تحديد خط القاعدة» من أجل تحديد الوقت الذي تعمل فيه أنظمة تقنية المعلومات خارج النطاقات الطبيعية؛ الأمر الذي قد يساعد في الكشف عن المشكلات المحتملة للأنظمة. تعد إدارة أداء التعلم الذاتي من الفروع التكميلية لتخصصات مثل إدارة الأنظمة وإدارة أداء الشبكة وإدارة أداء التطبيقات، وفي بعض الأحيان يُشار إليها بواسطة شركات تحليل تقنية المعلومات مثل جارتنر باسم تكنولوجيا تعلم السلوك أوبرمجية تعلم السلوك.[4]
- إدارة المعاملات التجارية: هو ذلك الفرع الناشئ من إدارة الأنظمة الذي يراقب المعاملات التجارية عبر مركز بيانات من أجل توجيه أداء تقنية المعلومات.

## الفوائد
تشمل فوائد إدارة أداء تقنية المعلومات:

### في سياق الأعمال
مكاسب مالية مباشرة
- التركيز على موارد تقنية المعلومات الخاصة بالمشروعات التي من شأنها زيادة المبيعات
- التركيز على موارد تقنية المعلومات الخاصة بالمشروعات التي من شأنها تخفيض التكاليف
- تنظيم تقنية المعلومات بشكل مباشر سعيًا إلى تحقيق الأهداف المالية للشركة.

تحسين التحكم في الإدارة
- توضيح القيمة التجارية المباشرة لكل مشروع أو عملية من عمليات تقنية المعلومات
- المساعدة في التدقيق والامتثال للمتطلبات التشريعية
- السماح بإعادة توزيع موارد تقنية المعلومات الخاصة بالمشروعات المهمة للشركة
- تسهيل إنهاء مشروعات تقنية المعلومات والتي لا تعود بالنفع المتوقّع

### في سياق العمليات
الوقاية من حالات انقطاع الخدمة أو علاجها
- الإنذار بأي من المكونات التي قد تتعطل
- عزل المكونات التي تعرضت للعطل
- تقديم تفاصيل عن عملية إدارة الحادث من أجل سرعة إصلاح أو علاج العملية

الإدارة على مستوى الخدمة
- توفير بيانات فورية وبيانات تاريخية لتحديد ما إذا كان قد تم الوفاء بشروط اتفاقية مستوى الخدمة أم لا
- توفير بيانات تاريخية عن استخدام المكونات وأحمال العمل لمساعدة منظمات تقنية المعلومات في تحديد التكاليف المناسبة والرسوم التي يتكبدها كل من العميل الداخلي والخارجي

تخطيط القدرة
- توفير بيانات تاريخية عن أحمال عمل مكونات تقنية المعلومات من أجل مساعدة موظفي تخطيط تقنية المعلومات في زيادة أو دمج أو تقليل الموارد في المستقبل